# Legado (derecho)
Se denomina legado o manda al acto a través del cual una persona en su testamento, decide repartir una parte muy concreta de sus bienes a otra persona determinada. Hablamos en todo caso de bienes individuales, y no de porciones del patrimonio.
También recibe por extensión ese nombre el conjunto de bienes que son objeto del legado.
La persona que recibe un legado es denominada legatario y, normalmente, tiene menos derechos que un heredero a la hora de la administración y defensa del caudal hereditario. En caso de pleito, por ejemplo, los herederos pueden representar al patrimonio hereditario en juicio, pero no los legatarios. Otra limitación del legatario es que no tiene derecho a acrecer.

## Historia
El uso de los legados es antiquísimo. El Génesis hace mención de los legados particulares que hizo Abraham a sus hijos naturales: dedit quæ Abraham cuncta quæ possideraz Isaac, filiis autem concubinarum largitus est munera.
Ezequiel hablando del poder que el príncipe tenía de disponer de sus bienes previó el caso en que habría un legado a uno de sus criados: Si autem dederit legatum de hæreditate sua uni pedorrum suorum, erit illius usque ad annum remissionis, et revertetur ad principem; hæreditas autem ejus filius ejus erit.
Del mismo Profeta resulta que entre los hebreos estaba permitido delegar a los extranjeros pero los bienes legados no podían ser poseídos por los legatarios extranjeros o por sus herederos sino hasta el año del jubileo en el que debían volver a los hijos del testador. La libertad de disponer de sus bienes por testamento no era absoluta. Los que tenían hijos no podían disponer de sus inmuebles perpetuamente sino a favor de ellos. 
Los hebreos trasmitieron estos usos a los egipcios quienes los comunicaron a los griegos de los cuales tomaron muchas leyes los romanos.

## Legislación

### México
El artículo 1285 del Código Civil Federal de México, nos dice: «El legatario adquiere a título particular y no tiene más cargas que las que expresamente le imponga el testador, sin perjuicio de su responsabilidad subsidiaria con los herederos.»

#### Distrito Federal
El artículo 1285 del Código Civil para el Distrito Federal, tiene una apreciación igual a la del Código Civil Federal.

#### Nayarit
El artículo 2420 del Código Civil para el Estado de Nayarit, tiene una apreciación igual a la del Código Civil Federal.

#### Zacatecas
El artículo 490 del Código Civil para el Estado de Zacatecas, nos dice: «El legatario adquiere a titulo particular y no reporta más obligación que las que expresamente le imponga el testador sin perjuicio de su responsabilidad subsidiaria con los herederos.» Manejándose un cambio conceptual, al expresar el término "obligación" que es mucho más específico que el de "cargas".